# Vakka-Suomi

Lage von Vakka-Suomi in Finnland

Vakka-Suomi ist eine von fünf Verwaltungsgemeinschaften (seutukunta) der finnischen Landschaft Varsinais-Suomi. Vakka-Suomi ist die traditionelle Bezeichnung für die Region im Nordwesten von Varsinais-Suomi rund um die Küstenstadt Uusikaupunki.
Zu Verwaltungsgemeinschaft Vakka-Suomi gehören folgende sechs Städte und Gemeinden:
- Kustavi
- Laitila
- Pyhäranta
- Taivassalo
- Uusikaupunki
- Vehmaa